# Lista de autores banidos na Alemanha Nazista

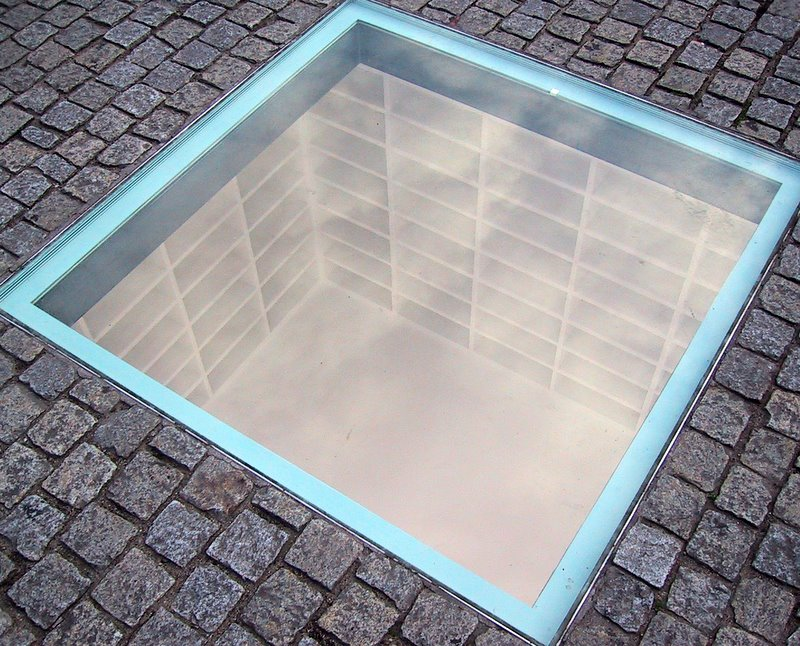
Um memorial em Bebelplatz, local onde nazistas queimaram livros em maio de 1933. Prateleiras vazias são visíveis através de uma janela na calçada.

Essa lista inclui os autores cuja produção literária inteira foi oficialmente proibida na Alemanha nazista e autores que foram banidos apenas parcialmente. A lista está em ordem alfabética por sobrenome do autor. Esses autores pertencem às listas de proibições na Alemanha nazista e provêm, entre outras, das seguintes listas:
1. Lista de textos prejudiciais e indesejáveis, Liste des schädlichen und unerwünschten Schrifttums, 31 de dezembro de 1938;
2. Jahreslisten 1939-1941. Nova impressão inalterada da edição de Leipzig, 1938-1941, Vaduz 1979.

A lista oficial foi publicada pelo Ministério da Propaganda. Autores, vivos e mortos, foram colocados na lista por causa de descendência judaica ou por simpatia pacifista ou comunista ou, ainda, se houvesse qualquer suspeita de envolvimento com tais assuntos.
Em maio e junho de 1933, no primeiro ano do governo nazista, ocorreu a queima de livros. Essas proibições de livros compõem uma parte da história da censura.
Após o início da Segunda Guerra Mundial, os alemães criaram índices de livros proibidos nos países que ocupavam, de obras em outros idiomas que não o alemão. Por exemplo, na Polônia ocupada, um índice de 1 500 autores proibidos foi criado.

## A
- Alfred Adler
- Hermann Adler
- Max Adler
- Raoul Auernheimer

## B

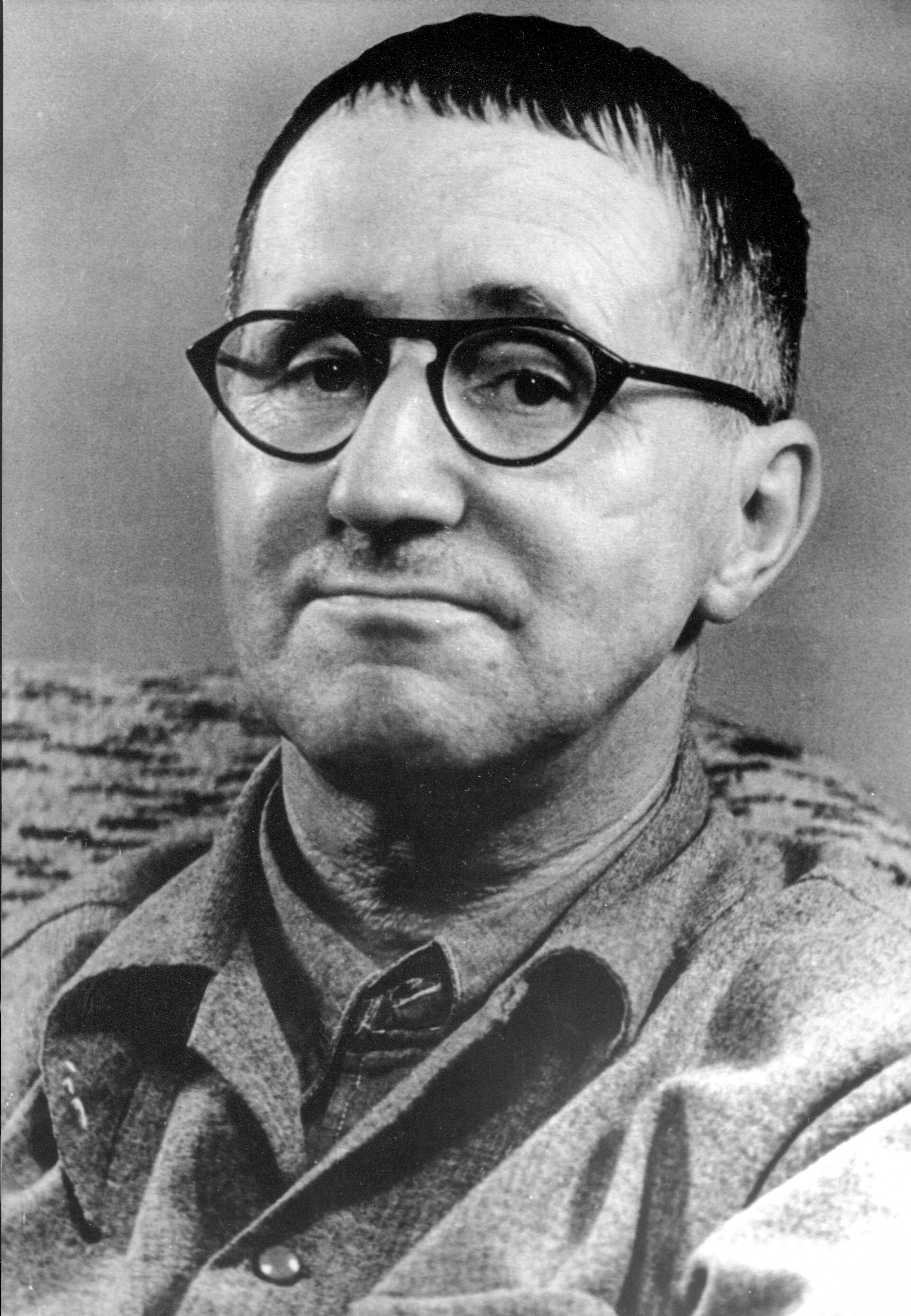
Bertolt Brecht

- Otto Bauer
- Vicki Baum
- Johannes R. Becher
- Richard Beer-Hofmann
- Walter Benjamin
- Walter A. Berendsohn
- Ernst Bloch
- Felix Braun
- Bertolt Brecht
- Willi Bredel
- Hermann Broch
- Ferdinand Bruckner

## D
- Ludwig Dexheimer[3]
- Alfred Döblin
- John Dos Passos

## E

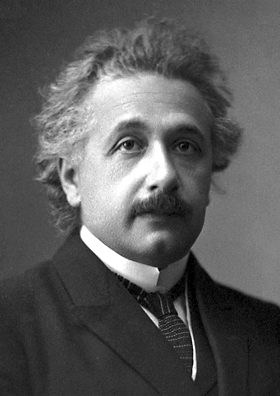
Retrato oficial de Albert Einstein em 1921, depois de receber o Prêmio Nobel de Física

- Albert Ehrenstein

- Albert Einstein
- Carl Einstein
- Friedrich Engels

## F

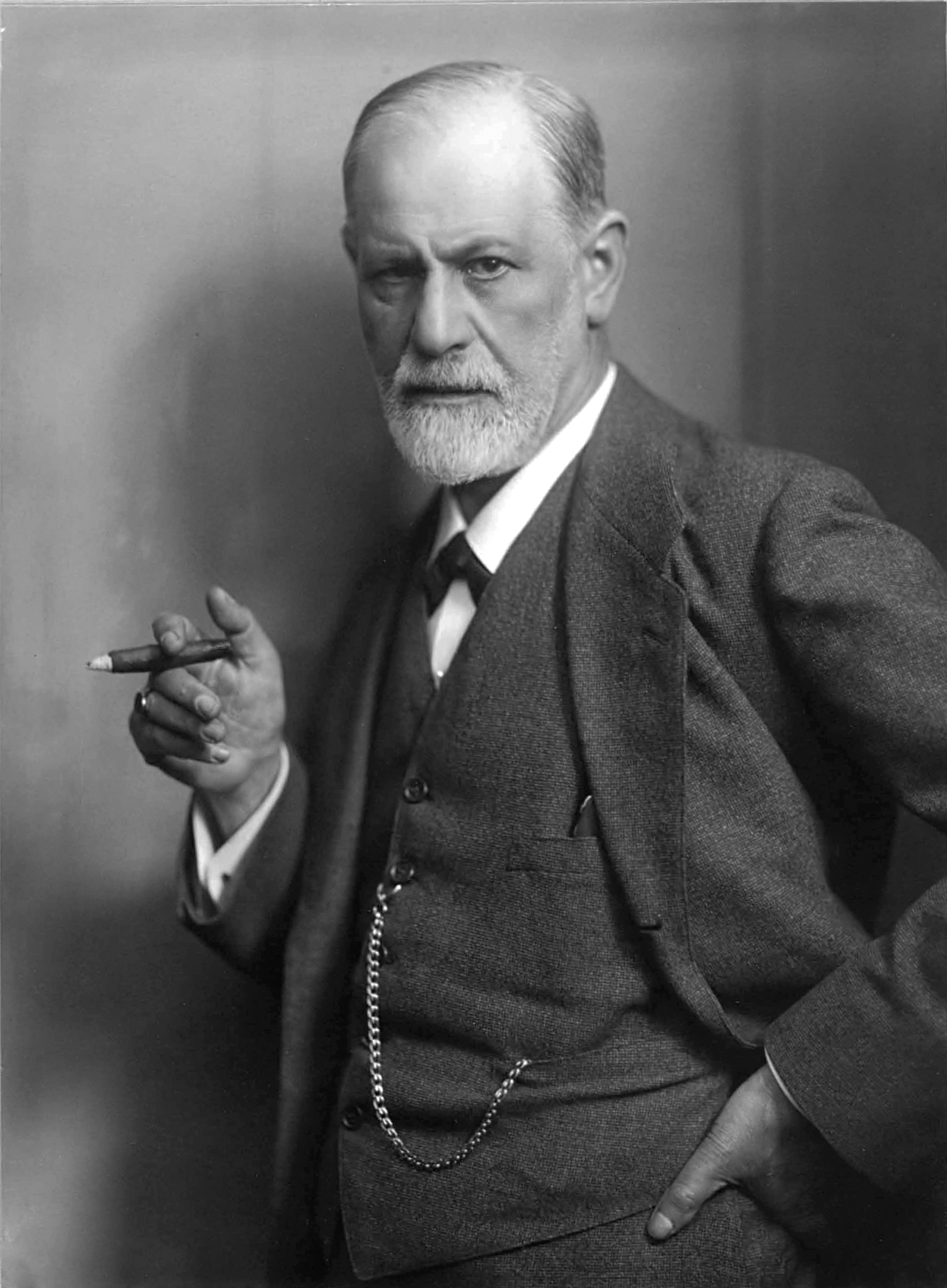
Sigmund Freud

- Lion Feuchtwanger
- F. Scott Fitzgerald
- Marieluise Fleißer
- Leonhard Frank
- Anna Freud
- Sigmund Freud

- Egon Friedell

## G
- André Gide
- Claire Goll
- Oskar Maria Graf
- George Grosz

## H

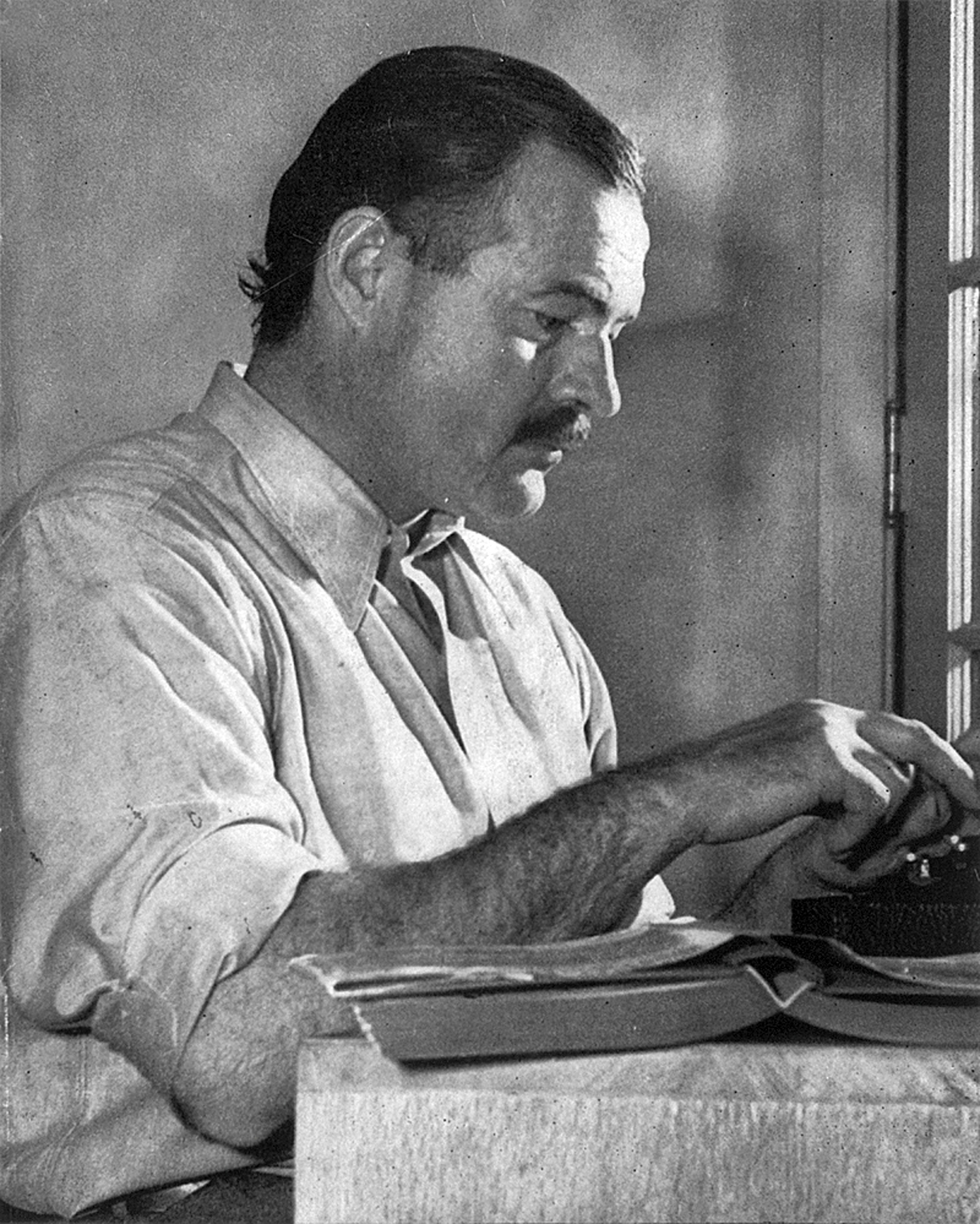
Ernest Hemingway

- Ernst Haeckel
- Radclyffe Hall
- Jaroslav Hašek
- Walter Hasenclever
- Raoul Hausmann
- Heinrich Heine
- Ernest Hemingway

- Hermann Hesse
- Magnus Hirschfeld
- Jakob van Hoddis
- Ödön von Horvath
- Karl Hubbuch
- Aldous Huxley

## I
- Vera Inber

## J
- Hans Henny Jahnn
- Georg Jellinek

## K

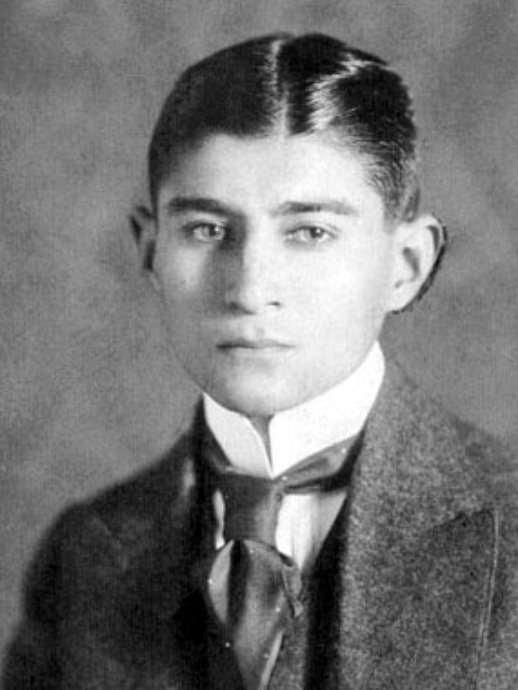
Franz Kafka em 1910

- Erich Kästner
- Franz Kafka

- Georg Kaiser
- Mascha Kaleko
- Hermann Kantorowicz
- Karl Kautsky
- Hans Kelsen
- Alfred Kerr
- Irmgard Keun
- Klabund
- Annette Kolb
- Paul Kornfeld
- Siegfried Kracauer
- Karl Kraus
- Peter Kropotkin
- Adam Kuckhoff

## L

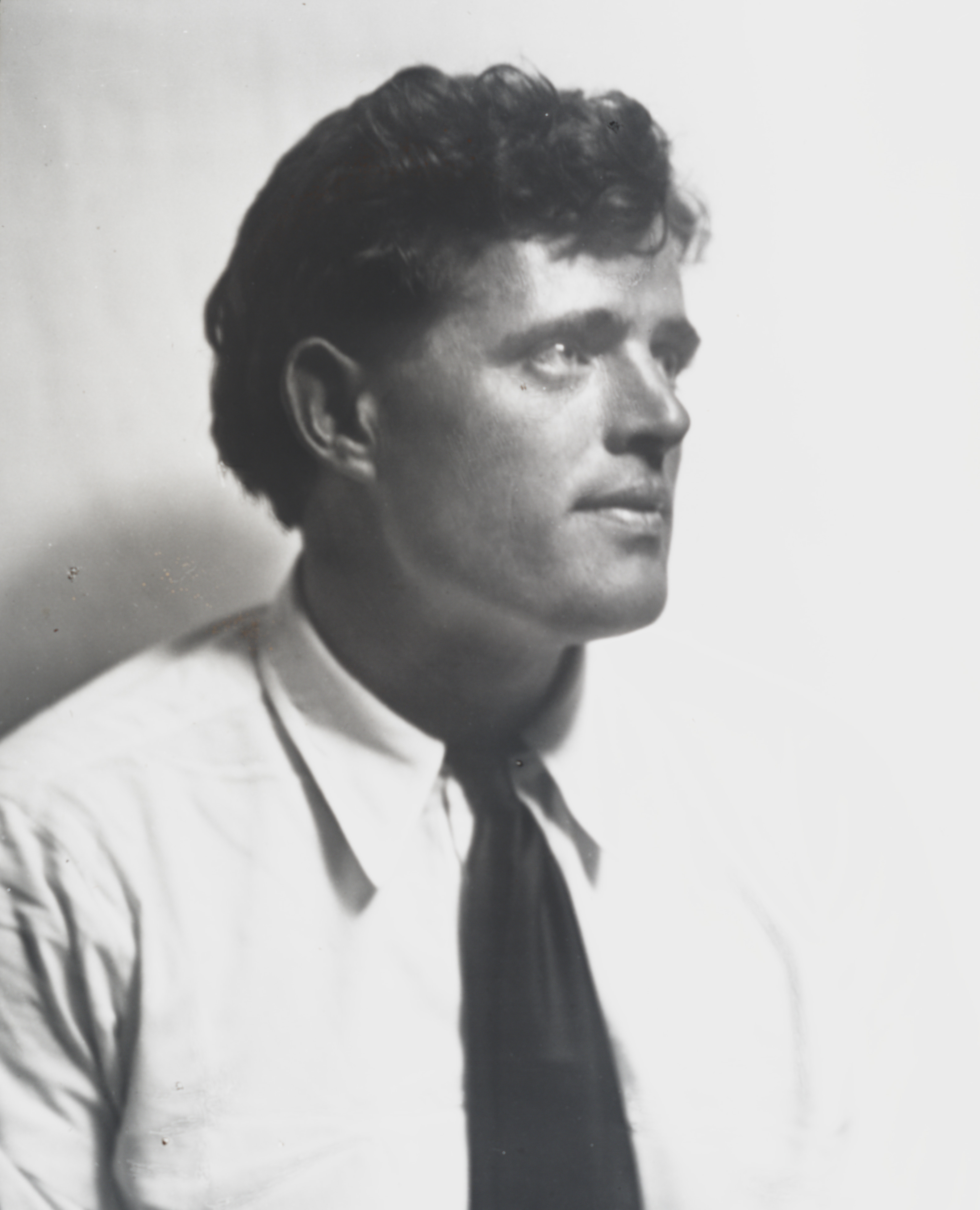
Retrato de Jack London, tirado entre 1906 e 1916

- Else Lasker-Schüler
- Vladimir Lenin
- Karl Liebknecht

- Jack London
- Ernst Lothar
- Emil Ludwig
- Rosa Luxemburg

## M

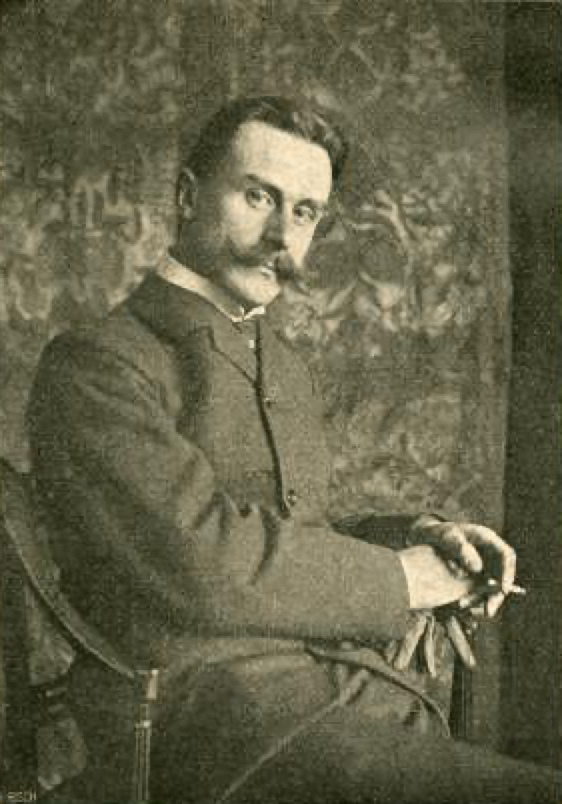
Thomas Mann no início de sua carreira como escritor

- André Malraux
- Heinrich Mann
- Klaus Mann
- Thomas Mann

- Hans Marchwitza
- Ludwig Marcuse
- Karl Marx
- Vladimir Mayakovsky
- EC Albrecht Meyenberg
- Walter Mehring
- Gustav Meyrink
- Ludwig von Mises
- Erich Mühsam
- Robert Musil

## N
- Alfred Neumann
- Robert Neumann

## O

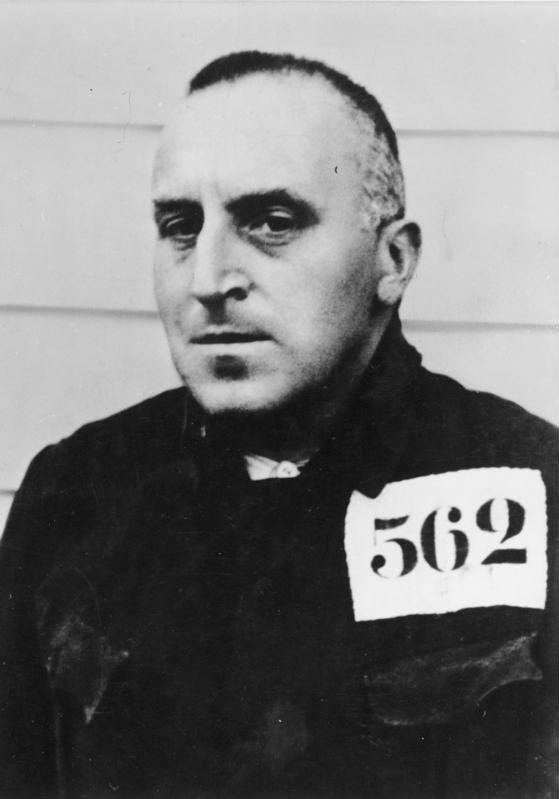
Carl von Ossietzky no campo de concentração de Esterwegen (1934)

- Carl von Ossietzky

## P

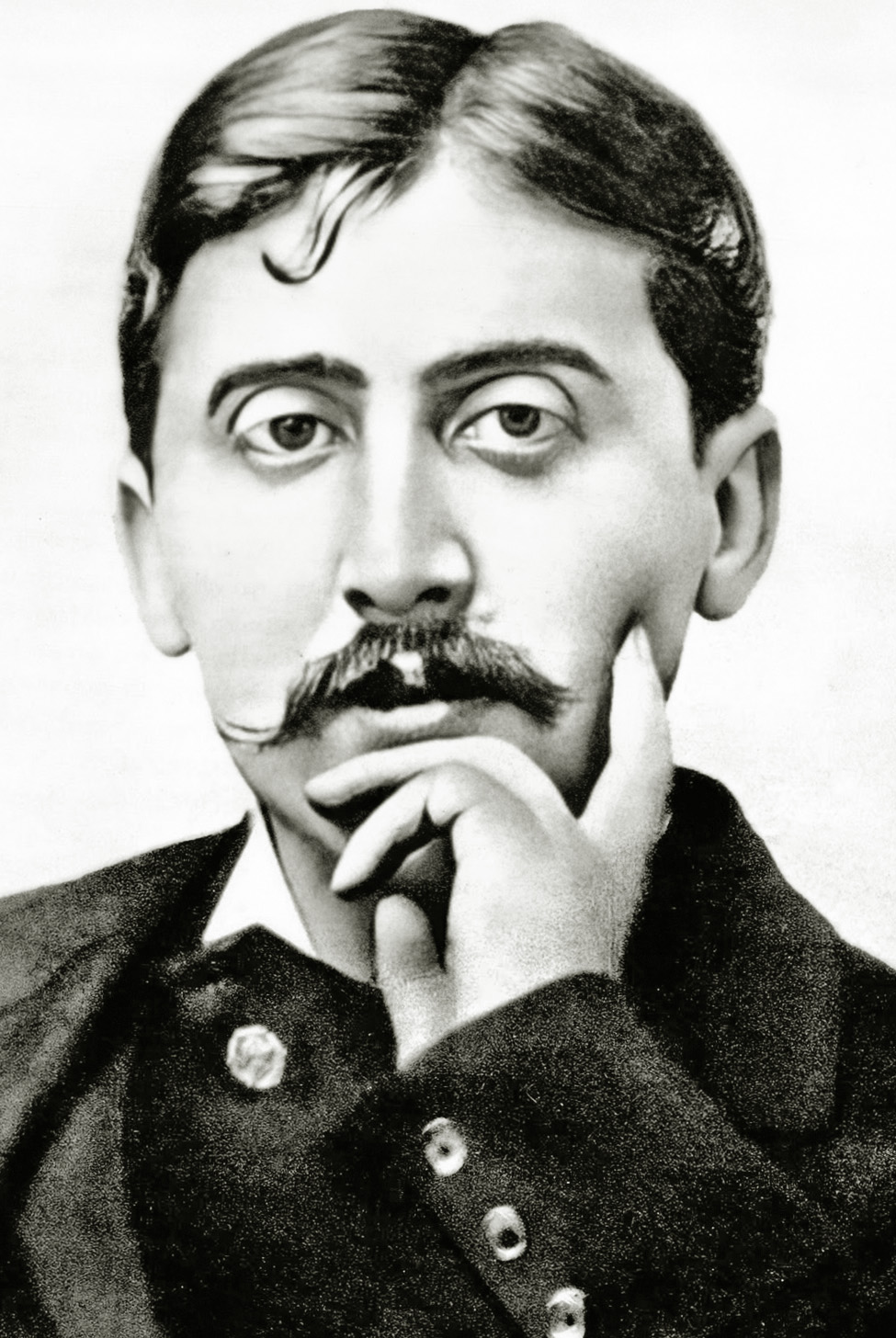
Marcel Proust

- Adelheid Popp
- Hertha Pauli
- Marcel Proust

## R

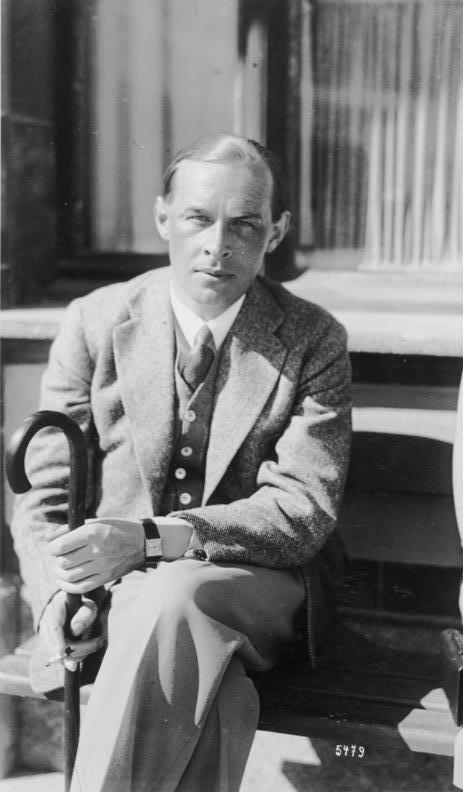
Erich Maria Remarque em Davos, 1929

- Fritz Reck-Malleczewen
- Gustav Regler
- Wilhelm Reich
- Erich Maria Remarque
- Karl Renner
- Joachim Ringelnatz
- Joseph Roth

## S
- Nelly Sachs
- Felix Salten
- Rahel Sanzara
- Arthur Schnitzler
- Alvin Schwartz
- Anna Seghers
- Walter Serner
- Ignazio Silone
- Rudolf Steiner
- Carl Sternheim

## T
- Ernst Toller
- Friedrich Torberg
- B. Traven
- Leon Trotsky
- Kurt Tucholsky

## W

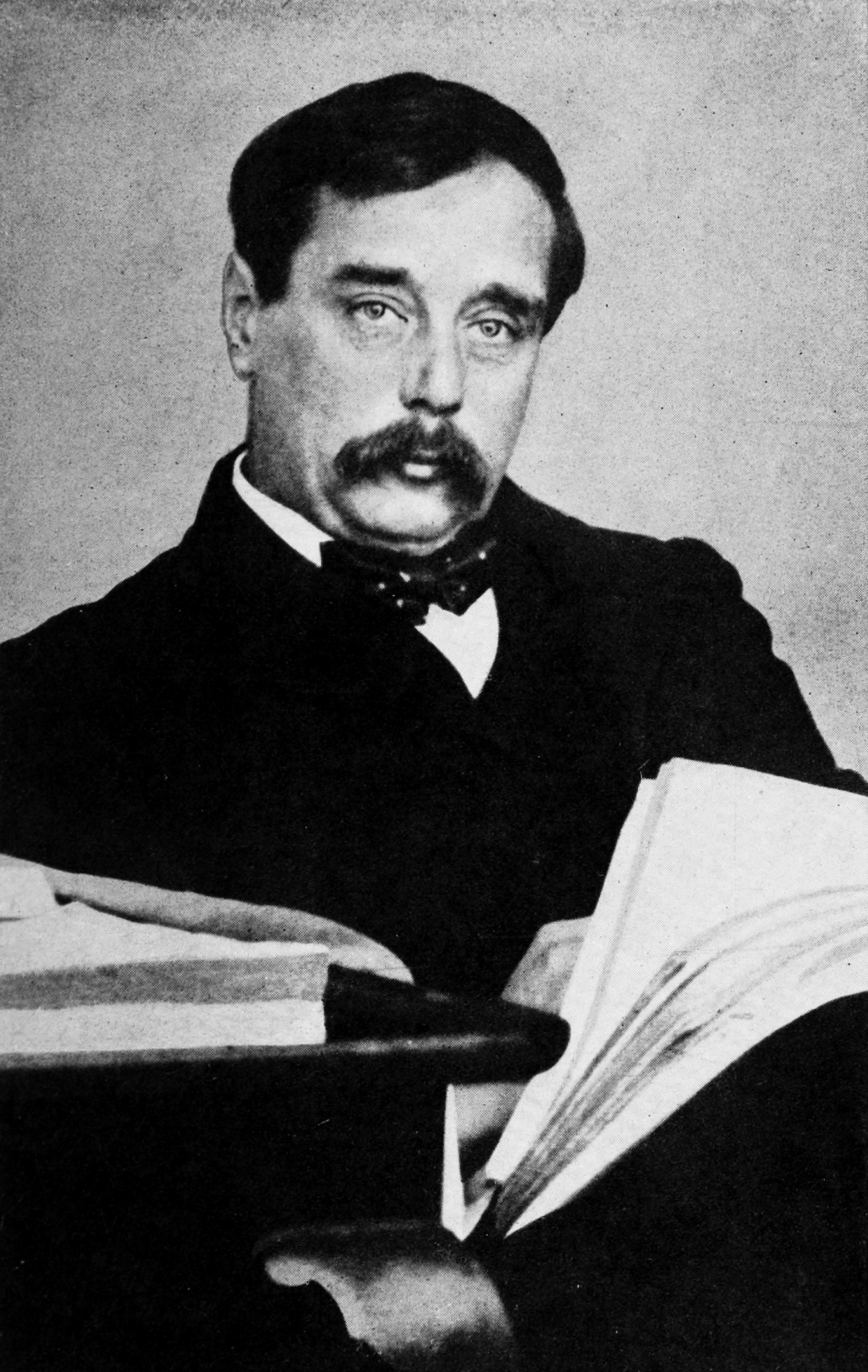
H. G. Wells por volta de 1918

- Jakob Wassermann
- Armin T. Wegner
- H.G. Wells

- Franz Werfel
- Oscar Wilde
- Eugen Gottlob Winkler
- Friedrich Wolf

## Z
- Carl Zuckmayer
- Arnold Zweig
- Stefan Zweig